# 差異と反復
『差異と反復』（さいとはんぷく、仏：Différence et répétition）は、1968年にフランスの
哲学者・ジル・ドゥルーズによって発表された哲学の研究をさす。
本書において、ドゥルーズは同一性の問題に焦点を当てている。例えば「ソクラテスは人間である」という言明において、ソクラテスという個別的、具体的な歴史的人物を指すものであるために排他的に用いられるものと、人間という諸々の差異を持った存在を共通して指し示すものが等しい事態が表されている。
同一性について、デイヴィッド・ヒュームは個々人の経験から一般的に正しいことを導き出せるか、またそれはどのように正しいと言えるかを問題とした。本書は、このような同一性の問題に対して、多種多様であるはずの存在がどのようにして同一の存在と見なせるのかを検討し、同一性で処理できない差異性とその反復の過程を明らかにした。
ドゥルーズは、連続する「ABABAB…」という列が「AB」の反復として認識されることを指摘し、そのような認識が、認識の対象が持つ本質ではなく認識者の想像によると論じる。そしてそのような同一性の認識は、認識者の受動的総合から発生するため、精神による意識的な作用ではないと考える。まず精神の作用が及ばない領域で認識者の過去の経験は現在に「処女的な反復」が行なわれる。これにより、それ自身では同一性を持たなかった存在が理想化され、縮約される。ドゥルーズは、このようにあらゆる存在の同一性が過去に得られた経験とその受動的総合、処女的な反復によって決定されることを踏まえて、哲学という活動の同一性を見直すことを主張している。存在が過去に規定されることは将来において連続される事態であり、過去は現在における別の反復を準備し、それゆえに将来における行為の条件となる。ドゥルーズはここから脱却するためには一度も反復されていない過去を見出すことによって、新しい存在のあり方を志向できると論じる。

## 書誌情報
- 『差異と反復』財津理訳、河出書房新社、1992年。のち文庫